# Línea 224A (Interurbanos Madrid)
La línea 224A de la red de autobuses interurbanos de Madrid une la terminal subterránea de autobuses del Intercambiador de Avenida de América con el barrio de La Mancha Amarilla de Torrejón de Ardoz.

## Características
Esta línea une Madrid y este barrio de Torrejón de Ardoz en aproximadamente 30 minutos a través de la A-2.
Dentro de Torrejón de Ardoz presta servicio además al Parque Cataluña, barrio donde tenía su cabecera hasta mediados de 2008.
La línea no mantiene los mismos horarios todo el año, durante el mes de agosto se reducen el número de expediciones todos los días de la semana, además de los días excepcionales vísperas de festivo y festivos de Navidad en los que los horarios también cambian y se reducen. Notablemente, se hace distinción los viernes y los días no lectivos durante los horarios habituales, en los que en ambos casos se reducen ligeramente el número de expediciones.
Siguiendo la numeración de líneas del CRTM, las líneas que circulan por el corredor 2 son aquellas que dan servicio a los municipios situados en torno a la A-2 y comienzan con un 2. Aquellas numeradas dentro de la decena 220 corresponden a aquellas que circulan por Torrejón de Ardoz y Alcalá de Henares. Particularmente, los números impares en la decena 220 circulan por Alcalá de Henares y los números pares lo hacen por Torrejón de Ardoz.
Está operada por la empresa ALSA mediante la concesión administrativa VCM-202 - Madrid - Torrejón de Ardoz - Alcalá de Henares - Meco (Viajeros Comunidad de Madrid) del Consorcio Regional de Transportes de Madrid.

### Sublíneas
Aquí se recogen todas las distintas sublíneas que ha tenido la línea 224A. La denominación de sublíneas que utiliza el CRTM es la siguiente:
- Número de línea (224A)
- Sentido de circulación (1 ida, 2 vuelta)
- Número de sublínea

Por ejemplo, la sublínea 224A202 corresponde a la línea 224A, sentido 2 (vuelta) y el número 02 de numeración de sublíneas creadas hasta la fecha.
| Ida     | Ruta                          | Itinerario                    | Vuelta  | Ruta | Itinerario                  |
| 224A101 | -                             | Madrid - La Mancha Amarilla   | 224A201 | -    | La Mancha Amarilla - Madrid |
| 224A102 | No existe la ruta "pc" de ida | No existe la ruta "pc" de ida | 224A202 | pc   | Parque Cataluña - Madrid    |

## Horarios

### 1 septiembre - 31 julio
| Lunes a jueves lectivos     |                             |                             |                             |                             |                             |                             |                             |                             |                             |                             |                             |                             |                             |                             |                             |                             |                             |                             |                              |                             |                             |                             |                             |                             |                             |                             |                             |                             |                             |                             |                             |                             |                             |                             |                             |
| Madrid > La Mancha Amarilla | Madrid > La Mancha Amarilla | Madrid > La Mancha Amarilla | Madrid > La Mancha Amarilla | Madrid > La Mancha Amarilla | Madrid > La Mancha Amarilla | Madrid > La Mancha Amarilla | Madrid > La Mancha Amarilla | Madrid > La Mancha Amarilla | Madrid > La Mancha Amarilla | Madrid > La Mancha Amarilla | Madrid > La Mancha Amarilla | Madrid > La Mancha Amarilla | Madrid > La Mancha Amarilla | Madrid > La Mancha Amarilla | Madrid > La Mancha Amarilla | Madrid > La Mancha Amarilla | Madrid > La Mancha Amarilla | La Mancha Amarilla > Madrid | La Mancha Amarilla > Madrid  | La Mancha Amarilla > Madrid | La Mancha Amarilla > Madrid | La Mancha Amarilla > Madrid | La Mancha Amarilla > Madrid | La Mancha Amarilla > Madrid | La Mancha Amarilla > Madrid | La Mancha Amarilla > Madrid | La Mancha Amarilla > Madrid | La Mancha Amarilla > Madrid | La Mancha Amarilla > Madrid | La Mancha Amarilla > Madrid | La Mancha Amarilla > Madrid | La Mancha Amarilla > Madrid | La Mancha Amarilla > Madrid | La Mancha Amarilla > Madrid | La Mancha Amarilla > Madrid |
| 06                          | 07                          | 08                          | 09                          | 10                          | 11                          | 12                          | 13                          | 14                          | 15                          | 16                          | 17                          | 18                          | 19                          | 20                          | 21                          | 22                          | 23                          | 05                          | 06                           | 07                          | 08                          | 09                          | 10                          | 11                          | 12                          | 13                          | 14                          | 15                          | 16                          | 17                          | 18                          | 19                          | 20                          | 21                          | 22                          |
|                             | 00 30                       | 00 20                       | 05 35                       | 05 35                       | 05 35                       | 05 35                       | 05 20 35 55                 | 10 25 37 49                 | 00 10 20 30 40 50           | 00 12 24 36 48              | 00 12 24 36 48              | 00 08 16 24 32 40 48 56     | 04 12 20 28 36 44 52        | 00 08 16 24 32 40 50        | 00 15 30 45                 | 00 20 40                    | 00                          | 30 45 55                    | 02 10 17 25 30pc 36 42 48 54 | 00 06 12 18 24 30 36 43 50  | 00 12 24 36 48              | 00 15 30 45                 | 00 20 40                    | 00 30                       | 00 30                       | 00 30                       | 00 30                       | 00 30                       | 00 30                       | 00 30                       | 00 30                       | 00 30                       | 00 30                       | 00 20                       | 00                          |
| Viernes lectivos            |                             |                             |                             |                             |                             |                             |                             |                             |                             |                             |                             |                             |                             |                             |                             |                             |                             |                             |                              |                             |                             |                             |                             |                             |                             |                             |                             |                             |                             |                             |                             |                             |                             |                             |                             |
| Madrid > La Mancha Amarilla | Madrid > La Mancha Amarilla | Madrid > La Mancha Amarilla | Madrid > La Mancha Amarilla | Madrid > La Mancha Amarilla | Madrid > La Mancha Amarilla | Madrid > La Mancha Amarilla | Madrid > La Mancha Amarilla | Madrid > La Mancha Amarilla | Madrid > La Mancha Amarilla | Madrid > La Mancha Amarilla | Madrid > La Mancha Amarilla | Madrid > La Mancha Amarilla | Madrid > La Mancha Amarilla | Madrid > La Mancha Amarilla | Madrid > La Mancha Amarilla | Madrid > La Mancha Amarilla | Madrid > La Mancha Amarilla | La Mancha Amarilla > Madrid | La Mancha Amarilla > Madrid  | La Mancha Amarilla > Madrid | La Mancha Amarilla > Madrid | La Mancha Amarilla > Madrid | La Mancha Amarilla > Madrid | La Mancha Amarilla > Madrid | La Mancha Amarilla > Madrid | La Mancha Amarilla > Madrid | La Mancha Amarilla > Madrid | La Mancha Amarilla > Madrid | La Mancha Amarilla > Madrid | La Mancha Amarilla > Madrid | La Mancha Amarilla > Madrid | La Mancha Amarilla > Madrid | La Mancha Amarilla > Madrid | La Mancha Amarilla > Madrid | La Mancha Amarilla > Madrid |
| 06                          | 07                          | 08                          | 09                          | 10                          | 11                          | 12                          | 13                          | 14                          | 15                          | 16                          | 17                          | 18                          | 19                          | 20                          | 21                          | 22                          | 23                          | 05                          | 06                           | 07                          | 08                          | 09                          | 10                          | 11                          | 12                          | 13                          | 14                          | 15                          | 16                          | 17                          | 18                          | 19                          | 20                          | 21                          | 22                          |
|                             | 00 30                       | 00 20                       | 05 35                       | 05 35                       | 05 35                       | 05 35                       | 05 35 55                    | 10 25 37 49                 | 00 12 24 36 48              | 00 20 35 50                 | 05 20 30 40 50              | 00 10 20 35 50              | 05 20 35 50                 | 05 20 35 50                 | 10 30 50                    | 10 45                       |                             | 30 45 55                    | 02 10 17 25 32pc 36 42 48 55 | 02 09 16 23 30 37 43 50     | 00 12 24 36 48              | 00 15 30                    | 00 30                       | 00 30                       | 00 30                       | 00 30                       | 00 30                       | 00 30                       | 00 30                       | 00 30                       | 00 30                       | 00 30                       | 00 30                       | 00 20                       | 00                          |
| Lunes a viernes NO lectivos |                             |                             |                             |                             |                             |                             |                             |                             |                             |                             |                             |                             |                             |                             |                             |                             |                             |                             |                              |                             |                             |                             |                             |                             |                             |                             |                             |                             |                             |                             |                             |                             |                             |                             |                             |
| Madrid > La Mancha Amarilla | Madrid > La Mancha Amarilla | Madrid > La Mancha Amarilla | Madrid > La Mancha Amarilla | Madrid > La Mancha Amarilla | Madrid > La Mancha Amarilla | Madrid > La Mancha Amarilla | Madrid > La Mancha Amarilla | Madrid > La Mancha Amarilla | Madrid > La Mancha Amarilla | Madrid > La Mancha Amarilla | Madrid > La Mancha Amarilla | Madrid > La Mancha Amarilla | Madrid > La Mancha Amarilla | Madrid > La Mancha Amarilla | Madrid > La Mancha Amarilla | Madrid > La Mancha Amarilla | Madrid > La Mancha Amarilla | La Mancha Amarilla > Madrid | La Mancha Amarilla > Madrid  | La Mancha Amarilla > Madrid | La Mancha Amarilla > Madrid | La Mancha Amarilla > Madrid | La Mancha Amarilla > Madrid | La Mancha Amarilla > Madrid | La Mancha Amarilla > Madrid | La Mancha Amarilla > Madrid | La Mancha Amarilla > Madrid | La Mancha Amarilla > Madrid | La Mancha Amarilla > Madrid | La Mancha Amarilla > Madrid | La Mancha Amarilla > Madrid | La Mancha Amarilla > Madrid | La Mancha Amarilla > Madrid | La Mancha Amarilla > Madrid | La Mancha Amarilla > Madrid |
| 06                          | 07                          | 08                          | 09                          | 10                          | 11                          | 12                          | 13                          | 14                          | 15                          | 16                          | 17                          | 18                          | 19                          | 20                          | 21                          | 22                          | 23                          | 05                          | 06                           | 07                          | 08                          | 09                          | 10                          | 11                          | 12                          | 13                          | 14                          | 15                          | 16                          | 17                          | 18                          | 19                          | 20                          | 21                          | 22                          |
|                             | 00 30                       | 00 20                       | 05 35                       | 05 35                       | 05 35                       | 05 35                       | 05 20 35 50                 | 00 10 20 30 40 50           | 00 10 20 30 40 50           | 00 15 30 45                 | 00 15 30 45                 | 00 15 30 45                 | 00 15 30 45                 | 00 15 30 45                 | 00 15 30 50                 | 10 45                       |                             | 30 50                       | 00 07 14 21 28 36 44 52      | 00 09 18 27 35 43 50        | 00 15 30 45                 | 00 15 30 45                 | 00 30                       | 00 30                       | 00 30                       | 00 30                       | 00 30                       | 00 30                       | 00 30                       | 00 30                       | 00 30                       | 00 30                       | 00 30                       | 00 20                       | 00                          |
| Sábados laborables          |                             |                             |                             |                             |                             |                             |                             |                             |                             |                             |                             |                             |                             |                             |                             |                             |                             |                             |                              |                             |                             |                             |                             |                             |                             |                             |                             |                             |                             |                             |                             |                             |                             |                             |                             |
| Madrid > La Mancha Amarilla | Madrid > La Mancha Amarilla | Madrid > La Mancha Amarilla | Madrid > La Mancha Amarilla | Madrid > La Mancha Amarilla | Madrid > La Mancha Amarilla | Madrid > La Mancha Amarilla | Madrid > La Mancha Amarilla | Madrid > La Mancha Amarilla | Madrid > La Mancha Amarilla | Madrid > La Mancha Amarilla | Madrid > La Mancha Amarilla | Madrid > La Mancha Amarilla | Madrid > La Mancha Amarilla | Madrid > La Mancha Amarilla | Madrid > La Mancha Amarilla | Madrid > La Mancha Amarilla | Madrid > La Mancha Amarilla | La Mancha Amarilla > Madrid | La Mancha Amarilla > Madrid  | La Mancha Amarilla > Madrid | La Mancha Amarilla > Madrid | La Mancha Amarilla > Madrid | La Mancha Amarilla > Madrid | La Mancha Amarilla > Madrid | La Mancha Amarilla > Madrid | La Mancha Amarilla > Madrid | La Mancha Amarilla > Madrid | La Mancha Amarilla > Madrid | La Mancha Amarilla > Madrid | La Mancha Amarilla > Madrid | La Mancha Amarilla > Madrid | La Mancha Amarilla > Madrid | La Mancha Amarilla > Madrid | La Mancha Amarilla > Madrid | La Mancha Amarilla > Madrid |
| 06                          | 07                          | 08                          | 09                          | 10                          | 11                          | 12                          | 13                          | 14                          | 15                          | 16                          | 17                          | 18                          | 19                          | 20                          | 21                          | 22                          | 23                          | 05                          | 06                           | 07                          | 08                          | 09                          | 10                          | 11                          | 12                          | 13                          | 14                          | 15                          | 16                          | 17                          | 18                          | 19                          | 20                          | 21                          | 22                          |
| 50                          | 35                          | 05 35                       | 05 35                       | 05 45                       | 05 35                       | 05 45                       | 05 35                       | 05 45                       | 05 35                       | 05 45                       | 05 35                       | 05 45                       | 05 35                       | 05 45                       | 05 35                       | 05 35                       | 00                          |                             | 00 30                        | 00 30                       | 00 30                       | 00 30                       | 00 30                       | 00 30                       | 00 30                       | 00 30                       | 00 30                       | 00 30                       | 00 30                       | 00 30                       | 00 30                       | 00 30                       | 00 30                       | 00 30                       | 00 30                       |
| Domingos y festivos         |                             |                             |                             |                             |                             |                             |                             |                             |                             |                             |                             |                             |                             |                             |                             |                             |                             |                             |                              |                             |                             |                             |                             |                             |                             |                             |                             |                             |                             |                             |                             |                             |                             |                             |                             |
| Madrid > La Mancha Amarilla | Madrid > La Mancha Amarilla | Madrid > La Mancha Amarilla | Madrid > La Mancha Amarilla | Madrid > La Mancha Amarilla | Madrid > La Mancha Amarilla | Madrid > La Mancha Amarilla | Madrid > La Mancha Amarilla | Madrid > La Mancha Amarilla | Madrid > La Mancha Amarilla | Madrid > La Mancha Amarilla | Madrid > La Mancha Amarilla | Madrid > La Mancha Amarilla | Madrid > La Mancha Amarilla | Madrid > La Mancha Amarilla | Madrid > La Mancha Amarilla | Madrid > La Mancha Amarilla | Madrid > La Mancha Amarilla | La Mancha Amarilla > Madrid | La Mancha Amarilla > Madrid  | La Mancha Amarilla > Madrid | La Mancha Amarilla > Madrid | La Mancha Amarilla > Madrid | La Mancha Amarilla > Madrid | La Mancha Amarilla > Madrid | La Mancha Amarilla > Madrid | La Mancha Amarilla > Madrid | La Mancha Amarilla > Madrid | La Mancha Amarilla > Madrid | La Mancha Amarilla > Madrid | La Mancha Amarilla > Madrid | La Mancha Amarilla > Madrid | La Mancha Amarilla > Madrid | La Mancha Amarilla > Madrid | La Mancha Amarilla > Madrid | La Mancha Amarilla > Madrid |
| 06                          | 07                          | 08                          | 09                          | 10                          | 11                          | 12                          | 13                          | 14                          | 15                          | 16                          | 17                          | 18                          | 19                          | 20                          | 21                          | 22                          | 23                          | 05                          | 06                           | 07                          | 08                          | 09                          | 10                          | 11                          | 12                          | 13                          | 14                          | 15                          | 16                          | 17                          | 18                          | 19                          | 20                          | 21                          | 22                          |
|                             | 05 35                       | 05 35                       | 05 35                       | 05 35                       | 05 35                       | 05 35                       | 05 35                       | 05 35                       | 05 35                       | 05 35                       | 05 35                       | 05 35                       | 05 35                       | 05 35                       | 05 35                       | 05 35                       | 00                          |                             | 00 30                        | 00 30                       | 00 30                       | 00 30                       | 00 30                       | 00 30                       | 00 30                       | 00 30                       | 00 30                       | 00 30                       | 00 30                       | 00 30                       | 00 30                       | 00 30                       | 00 30                       | 00 30                       | 00 30                       |
| pc Desde Parque Cataluña    |                             |                             |                             |                             |                             |                             |                             |                             |                             |                             |                             |                             |                             |                             |                             |                             |                             |                             |                              |                             |                             |                             |                             |                             |                             |                             |                             |                             |                             |                             |                             |                             |                             |                             |                             |

### 1 - 31 agosto
| Lunes a viernes laborables  |                             |                             |                             |                             |                             |                             |                             |                             |                             |                             |                             |                             |                             |                             |                             |                             |                             |                             |                             |                             |                             |                             |                             |                             |                             |                             |                             |                             |                             |                             |                             |                             |                             |                             |                             |
| Madrid > La Mancha Amarilla | Madrid > La Mancha Amarilla | Madrid > La Mancha Amarilla | Madrid > La Mancha Amarilla | Madrid > La Mancha Amarilla | Madrid > La Mancha Amarilla | Madrid > La Mancha Amarilla | Madrid > La Mancha Amarilla | Madrid > La Mancha Amarilla | Madrid > La Mancha Amarilla | Madrid > La Mancha Amarilla | Madrid > La Mancha Amarilla | Madrid > La Mancha Amarilla | Madrid > La Mancha Amarilla | Madrid > La Mancha Amarilla | Madrid > La Mancha Amarilla | Madrid > La Mancha Amarilla | Madrid > La Mancha Amarilla | La Mancha Amarilla > Madrid | La Mancha Amarilla > Madrid | La Mancha Amarilla > Madrid | La Mancha Amarilla > Madrid | La Mancha Amarilla > Madrid | La Mancha Amarilla > Madrid | La Mancha Amarilla > Madrid | La Mancha Amarilla > Madrid | La Mancha Amarilla > Madrid | La Mancha Amarilla > Madrid | La Mancha Amarilla > Madrid | La Mancha Amarilla > Madrid | La Mancha Amarilla > Madrid | La Mancha Amarilla > Madrid | La Mancha Amarilla > Madrid | La Mancha Amarilla > Madrid | La Mancha Amarilla > Madrid | La Mancha Amarilla > Madrid |
| 06                          | 07                          | 08                          | 09                          | 10                          | 11                          | 12                          | 13                          | 14                          | 15                          | 16                          | 17                          | 18                          | 19                          | 20                          | 21                          | 22                          | 23                          | 05                          | 06                          | 07                          | 08                          | 09                          | 10                          | 11                          | 12                          | 13                          | 14                          | 15                          | 16                          | 17                          | 18                          | 19                          | 20                          | 21                          | 22                          |
|                             | 00 30                       | 00 20                       | 05 35                       | 05 35                       | 05 35                       | 05 35                       | 05 20 35 50                 | 00 10 20 30 40 50           | 00 10 20 30 40 50           | 00 15 30 45                 | 00 15 30 45                 | 00 15 30 45                 | 00 15 30 45                 | 00 15 30 45                 | 00 15 30 50                 | 10 45                       |                             | 30 50                       | 00 07 14 21 28 36 44 52     | 00 09 18 27 35 43 50        | 00 15 30 45                 | 00 15 30 45                 | 00 30                       | 00 30                       | 00 30                       | 00 30                       | 00 30                       | 00 30                       | 00 30                       | 00 30                       | 00 30                       | 00 30                       | 00 30                       | 00 20                       | 00                          |
| Sábados laborables          |                             |                             |                             |                             |                             |                             |                             |                             |                             |                             |                             |                             |                             |                             |                             |                             |                             |                             |                             |                             |                             |                             |                             |                             |                             |                             |                             |                             |                             |                             |                             |                             |                             |                             |                             |
| Madrid > La Mancha Amarilla | Madrid > La Mancha Amarilla | Madrid > La Mancha Amarilla | Madrid > La Mancha Amarilla | Madrid > La Mancha Amarilla | Madrid > La Mancha Amarilla | Madrid > La Mancha Amarilla | Madrid > La Mancha Amarilla | Madrid > La Mancha Amarilla | Madrid > La Mancha Amarilla | Madrid > La Mancha Amarilla | Madrid > La Mancha Amarilla | Madrid > La Mancha Amarilla | Madrid > La Mancha Amarilla | Madrid > La Mancha Amarilla | Madrid > La Mancha Amarilla | Madrid > La Mancha Amarilla | Madrid > La Mancha Amarilla | La Mancha Amarilla > Madrid | La Mancha Amarilla > Madrid | La Mancha Amarilla > Madrid | La Mancha Amarilla > Madrid | La Mancha Amarilla > Madrid | La Mancha Amarilla > Madrid | La Mancha Amarilla > Madrid | La Mancha Amarilla > Madrid | La Mancha Amarilla > Madrid | La Mancha Amarilla > Madrid | La Mancha Amarilla > Madrid | La Mancha Amarilla > Madrid | La Mancha Amarilla > Madrid | La Mancha Amarilla > Madrid | La Mancha Amarilla > Madrid | La Mancha Amarilla > Madrid | La Mancha Amarilla > Madrid | La Mancha Amarilla > Madrid |
| 06                          | 07                          | 08                          | 09                          | 10                          | 11                          | 12                          | 13                          | 14                          | 15                          | 16                          | 17                          | 18                          | 19                          | 20                          | 21                          | 22                          | 23                          | 05                          | 06                          | 07                          | 08                          | 09                          | 10                          | 11                          | 12                          | 13                          | 14                          | 15                          | 16                          | 17                          | 18                          | 19                          | 20                          | 21                          | 22                          |
| 50                          | 35                          | 05 40                       | 20                          | 05 45                       | 25                          | 05 45                       | 25                          | 05 45                       | 25                          | 05 45                       | 25                          | 05 45                       | 25                          | 05 45                       | 25                          | 00 30                       |                             |                             | 15                          | 00 40                       | 20                          | 00 40                       | 20                          | 00 40                       | 20                          | 00 40                       | 20                          | 00 40                       | 20                          | 00 40                       | 20                          | 00 40                       | 20                          | 00 30                       | 15                          |
| Domingos y festivos         |                             |                             |                             |                             |                             |                             |                             |                             |                             |                             |                             |                             |                             |                             |                             |                             |                             |                             |                             |                             |                             |                             |                             |                             |                             |                             |                             |                             |                             |                             |                             |                             |                             |                             |                             |
| Madrid > La Mancha Amarilla | Madrid > La Mancha Amarilla | Madrid > La Mancha Amarilla | Madrid > La Mancha Amarilla | Madrid > La Mancha Amarilla | Madrid > La Mancha Amarilla | Madrid > La Mancha Amarilla | Madrid > La Mancha Amarilla | Madrid > La Mancha Amarilla | Madrid > La Mancha Amarilla | Madrid > La Mancha Amarilla | Madrid > La Mancha Amarilla | Madrid > La Mancha Amarilla | Madrid > La Mancha Amarilla | Madrid > La Mancha Amarilla | Madrid > La Mancha Amarilla | Madrid > La Mancha Amarilla | Madrid > La Mancha Amarilla | La Mancha Amarilla > Madrid | La Mancha Amarilla > Madrid | La Mancha Amarilla > Madrid | La Mancha Amarilla > Madrid | La Mancha Amarilla > Madrid | La Mancha Amarilla > Madrid | La Mancha Amarilla > Madrid | La Mancha Amarilla > Madrid | La Mancha Amarilla > Madrid | La Mancha Amarilla > Madrid | La Mancha Amarilla > Madrid | La Mancha Amarilla > Madrid | La Mancha Amarilla > Madrid | La Mancha Amarilla > Madrid | La Mancha Amarilla > Madrid | La Mancha Amarilla > Madrid | La Mancha Amarilla > Madrid | La Mancha Amarilla > Madrid |
| 06                          | 07                          | 08                          | 09                          | 10                          | 11                          | 12                          | 13                          | 14                          | 15                          | 16                          | 17                          | 18                          | 19                          | 20                          | 21                          | 22                          | 23                          | 05                          | 06                          | 07                          | 08                          | 09                          | 10                          | 11                          | 12                          | 13                          | 14                          | 15                          | 16                          | 17                          | 18                          | 19                          | 20                          | 21                          | 22                          |
|                             | 00 40                       | 20                          | 05 45                       | 25                          | 05 45                       | 25                          | 05 45                       | 25                          | 05 45                       | 25                          | 05 45                       | 25                          | 05 45                       | 25                          | 05 45                       | 25                          | 00                          |                             | 00 20 40                    | 15                          | 00 40                       | 20                          | 00 40                       | 20                          | 00 40                       | 20                          | 00 40                       | 20                          | 00 40                       | 20                          | 00 40                       | 20                          | 00 40                       | 20                          | 00                          |

## Material móvil
Setra S419UL, Scania Interlink, Irizar i4, Castrosua Magnus

## Recorrido y paradas

### Sentido Torrejón de Ardoz (La Mancha Amarilla)
La línea inicia su recorrido en el Intercambiador de Avenida de América, en la dársena 3, en este punto se establece correspondencia con las líneas del corredor 2 con cabecera aquí así como algunas líneas urbanas y algunas líneas de largo recorrido. En la superficie efectúan parada varias líneas urbanas con las que tiene correspondencia, y a través de pasillos subterráneos enlaza con Metro de Madrid.
Tras abandonar el intercambiador subterráneo, la línea sale a la A-2, por la que se dirige hacia Guadalajara. A lo largo de la autovía tiene parada bajo el Puente de la CEA, en el nudo de Canillejas, junto al Polígono Las Mercedes, junto a la Colonia Fin de Semana, junto al área industrial de la Avenida de Aragón, en el Puente de San Fernando.
A continuación, la línea toma la salida 20 hacia Torrejón de Ardoz, entrando al casco urbano por la avenida de las Fronteras, donde tiene 1 parada. Al final de esta avenida, realiza otra parada en la calle del Canto y continúa de frente por la avenida del Sol (sin parada) hasta el final de la misma, girando a la izquierda para incorporarse a la avenida de la Luna (1 parada).
Al final de esta avenida, entra en el barrio Parque Cataluña, circulando dentro del mismo por las calles Pozo de las Nieves (1 parada), Silicio (2 paradas) y Brújula (1 parada), saliendo al final de la calle Brújula a la calle Circunvalación (3 paradas), por la que se dirige al barrio La Mancha Amarilla.
Circula por la calle Circunvalación hasta la intersección con la calle La Solana, por la que circula hasta pasar una rotonda, donde continúa de frente por la avenida de la Unión Europea (2 paradas), en el barrio de La Mancha Amarilla llegando a la plaza de Austria. Finaliza su recorrido en la avenida Joan Miró, en el barrio de Soto del Henares, en la que tiene su cabecera.
| Código | Zona | Localidad         | Denominación                                              | Ubicación                        | Líneas de la parada                                                     | Metro              |
| ------ | ---- | ----------------- | --------------------------------------------------------- | -------------------------------- | ----------------------------------------------------------------------- | ------------------ |
| 12477C |      | Madrid            | Intercambiador de Avenida de América - Dársena 3          | Avenida de América Nº13          | 224A                                                                    | Avenida de América |
| 1284   |      | Madrid            | Avenida de América - Calle de Arturo Soria                | A-2 km. 5,4                      | 115 200 N4 222 223 224 224A 226 227 229 281 282 283 284 N202 VAC-243    |                    |
| 5617   |      | Madrid            | Canillejas                                                | Calle de Josefa Valcárcel Nº152  | 165 200 N4 222 223 224 224A 226 227 229 261281 282 283 284 N202 VAC-243 | Canillejas         |
| 07205  |      | Madrid            | Carretera A-2 - Polígono Industrial Las Mercedes          | Avenida de Aragón Nº328          | 88 222 223 224 224A 226 227 229 281 282 283 284 N202 VAC-243            |                    |
| 07207  |      | Madrid            | Carretera A-2 - Colonia Fin de Semana                     | Avenida de Aragón Nº374          | 222 223 224 224A 226 227 229 281 282 283 284 N202 VAC-243               |                    |
| 07208  |      | Madrid            | Carretera A-2 - Hotel                                     | Avenida de Aragón Nº400          | 88 222 223 224 224A 226 227 229 281 282 283 284 N202 VAC-243            |                    |
| 07209  |      | Madrid            | Carretera A-2 - Pegaso City                               | Avenida de Aragón km. 14,1       | 88 222 223 224 224A 226 227 229 281 282 283 284 N202 VAC-243            |                    |
| 06904  |      | Torrejón de Ardoz | Avenida de las Fronteras - Calle de Madrid                | Avenida de las Fronteras Nº17A   | 215 224A 251 252 824 VAC-2431A 4 5A                                     |                    |
| 10835  |      | Torrejón de Ardoz | Calle del Canto - Avenida de la Constitución              | Calle del Canto Nº5              | 224A 2613                                                               |                    |
| 15944  |      | Torrejón de Ardoz | Carretera M-206 - Plaza de Toros                          | M-206 km. 9,1                    | 224A 3                                                                  |                    |
| 11929  |      | Torrejón de Ardoz | Calle del Pozo de las Nieves - Calle de la Circunvalación | Calle del Pozo de las Nieves Nº4 | 224A 2                                                                  |                    |
| 20350  |      | Torrejón de Ardoz | Calle del Silicio - Calle de Hilados                      | Calle del Silicio Nº32           | 224A                                                                    |                    |
| 06930  |      | Torrejón de Ardoz | Calle del Silicio - Calle Brújula                         | Calle del Silicio Nº50           | 224A 1A 3                                                               |                    |
| 07429  |      | Torrejón de Ardoz | Calle Brújula - Centro de salud                           | Calle Brújula Nº1                | 224A 1A 3 5A                                                            |                    |
| 06931  |      | Torrejón de Ardoz | Calle de la Circunvalación - Calle del Hierro             | Calle de la Circunvalación Nº20  | 224A 1A 5A                                                              |                    |
| 06936  |      | Torrejón de Ardoz | Calle de la Circunvalación - Calle del Cedro              | Calle de la Circunvalación Nº60  | 224A 1A 5A                                                              |                    |
| 06937  |      | Torrejón de Ardoz | Calle de la Circunvalación - Calle de la Solana           | Calle de la Circunvalación Nº74  | 224A 1A 5A                                                              |                    |
| 16560  |      | Torrejón de Ardoz | Avenida de la Unión Europea - Centro de salud             | Avenida de la Unión Europea Nº4  | 224A 226 1A                                                             |                    |
| 17555  |      | Torrejón de Ardoz | Avenida de la Unión Europea - Calle Dinamarca             | Avenida de la Unión Europea Nº14 | 224A 226 1A                                                             |                    |
| 19055  |      | Torrejón de Ardoz | Avenida Joan Miró - Calle de Juan Gris                    | Avenida Joan Miró Nº3            | 224A 226 1A                                                             |                    |
| 19169  |      | Torrejón de Ardoz | Avenida Joan Miró - Calle Mariano Benlliure               | Avenida Joan Miró Nº7            | 224A 226                                                                |                    |
| 20953  |      | Torrejón de Ardoz | Avenida Joan Miró - Avenida de Salvador Dalí              | Avenida Joan Miró Nº9            | 224A226                                                                 |                    |

1. ↑  A efectos de nomenclatura, para las líneas de la EMT esta parada se llama Puente de la CEA
2. 1 2 3 4 5 6 7 8  Sólo permite la subida de viajeros
3. ↑  A efectos de nomenclatura, para las líneas de la EMT esta parada se llama Avenida de Aragón - Calle de Campezo
4. ↑  A efectos de nomenclatura, para las líneas de la EMT esta parada se llama Avenida de Aragón - Calle del Ingeniero Torres Quevedo
5. ↑  A efectos de nomenclatura, para las líneas de la EMT esta parada se llama Avenida de Aragón - Parque Empresarial Pegaso
6. 1 2 3 4  Sólo permite el descenso de viajeros

### Sentido Madrid (Avenida de América)
El recorrido de vuelta es igual al de ida pero en sentido contrario con algunas salvedades:
- Dentro del Parque Cataluña, la línea circula por las calles Brújula (1 parada), Silicio (sin paradas), Hilados (1 parada) y Circunvalación (1 parada).

| Código                                                 | Zona | Localidad               | Denominación                                              | Ubicación                        | Líneas de la parada                                                  | Metro              |
| ------------------------------------------------------ | ---- | ----------------------- | --------------------------------------------------------- | -------------------------------- | -------------------------------------------------------------------- | ------------------ |
| 20954                                                  |      | Torrejón de Ardoz       | Avenida Joan Miró - Calle de Montserrat Roig              | Avenida Joan Miró Nº9            | 224A 226                                                             |                    |
| 19170                                                  |      | Torrejón de Ardoz       | Avenida Joan Miró - Calle Dulce Chacón                    | Avenida Joan Miró Nº7            | 224A 226                                                             |                    |
| 19054                                                  |      | Torrejón de Ardoz       | Avenida Joan Miró - Avenida de Carmen Martín Gaite        | Avenida Joan Miró Nº3            | 224A 226 1B                                                          |                    |
| 17554                                                  |      | Torrejón de Ardoz       | Avenida de la Unión Europea - Calle Dinamarca             | Avenida de la Unión Europea Nº13 | 224A 226 1B                                                          |                    |
| 16559                                                  |      | Torrejón de Ardoz       | Avenida de la Unión Europea - Centro de salud             | Avenida de la Unión Europea Nº5  | 224A 226 1B                                                          |                    |
| 18089                                                  |      | Torrejón de Ardoz       | Calle de la Solana - Calle de la Circunvalación           | Calle de la Solana Nº53          | 224A 226                                                             |                    |
| 06938                                                  |      | Torrejón de Ardoz       | Calle de la Circunvalación - Calle de la Solana           | Calle de la Circunvalación Nº97  | 224A 1B 5B                                                           |                    |
| 06935                                                  |      | Torrejón de Ardoz       | Calle de la Circunvalación - Calle del Abedul             | Calle de la Circunvalación Nº57  | 224A 1B 5B                                                           |                    |
| 06932                                                  |      | Torrejón de Ardoz       | Calle de la Circunvalación - Calle del Hierro             | Calle de la Circunvalación Nº16  | 224A 1B 5B                                                           |                    |
| 06929                                                  |      | Torrejón de Ardoz       | Calle Brújula - Centro de salud                           | Calle Brújula Nº4                | 224A 1B 3 5B                                                         |                    |
| Los recorridos desde el Parque Cataluña comienzan aquí |      |                         |                                                           |                                  |                                                                      |                    |
| 06923                                                  |      | Torrejón de Ardoz       | Calle de Hilados - Parque Cataluña                        | Calle de Hilados Nº8             | 224A 1B 2 3 5B                                                       |                    |
| 11436                                                  |      | Torrejón de Ardoz       | Calle de la Circunvalación - Calle del Pozo de las Nieves | Calle de la Circunvalación Nº5   | 224A 1B                                                              |                    |
| 15943                                                  |      | Torrejón de Ardoz       | Carretera M-206 - Plaza de Toros                          | M-206 km. 9,1                    | 224A                                                                 |                    |
| 18255                                                  |      | Torrejón de Ardoz       | Avenida de las Fronteras - Avenida de la Constitución     | Avenida de las Fronteras Nº2A    | 215 224 224A 261824 VAC-2431B 2 5B                                   |                    |
| 06903                                                  |      | Torrejón de Ardoz       | Avenida de las Fronteras - Calle de Madrid                | Avenida de las Fronteras Nº16    | 215 223 224 224A 251 252 261824 N202 VAC-2431B 4 5B                  |                    |
| 07239                                                  |      | San Fernando de Henares | Carretera A-2 - Parque Empresarial San Fernando           | Carretera de INTA Nº200          | 222 223 224 224A 226 227 229 N202 VAC-243                            |                    |
| 07299                                                  |      | Madrid                  | Carretera A-2 - Pegaso City                               | Avenida de Aragón km. 14         | 222 223 224 224A 226 227 229 281 282 283 284 N202 VAC-243            |                    |
| 07300                                                  |      | Madrid                  | Carretera A-2 - Hotel                                     | Avenida de Aragón km. 13,3       | 222 223 224 224A 226 227 229 281 282 283 284 N202 VAC-243            |                    |
| 07301                                                  |      | Madrid                  | Carretera A-2 - Colonia Fin de Semana                     | Avenida de Aragón S/N.º          | 222 223 224 224A 226 227 229 281 282 283 284 N202 VAC-243            |                    |
| 07302                                                  |      | Madrid                  | Carretera A-2 - Barrio del Aeropuerto                     | Calle de Salinas de Rosío Nº37   | 222 223 224 224A 226 227 229 281 282 283 284 N202 VAC-243            |                    |
| 07312                                                  |      | Madrid                  | Carretera A-2 - Instituto                                 | Avenida de Aragón km. 10         | 222 223 224 224A 226 227 229 281 282 283 284 N202 VAC-243            |                    |
| 07313                                                  |      | Madrid                  | Avenida de América - Canillejas                           | Avenida de Logroño Nº4           | 222 223 224 224A 226 227 229 261281 282 283 284 N202 VAC-243         | Canillejas         |
| 1287                                                   |      | Madrid                  | Avenida de América - Parque Conde de Orgaz                | Avenida de América km. 6,4       | 115 222 223 224 224A 226 227 229 282 283 N202 VAC-243                |                    |
| 1285                                                   |      | Madrid                  | Avenida de América - Calle de Arturo Soria                | Avenida de América km. 6,4       | 115 200 222 223 224 224A 226 227 229 261281 282 283 284 N202 VAC-243 |                    |
| 1283                                                   |      | Madrid                  | Avenida de América - Parque de las Avenidas               | Avenida de América Nº54          | 114 115 N4 222 223 224 224A 226 227 229 281 282 283 284 N202 VAC-243 |                    |
| 4770                                                   |      | Madrid                  | Avenida de América - Hotel                                | Avenida de América Nº41          | 114 115 122 222223224224A226227229281282283284VAC-243                |                    |
| 12477                                                  |      | Madrid                  | Intercambiador de Avenida de América                      | Avenida de América Nº13          | Descenso en las dársenas 8 y 9                                       | Avenida de América |

1. 1 2 3 4 5 6 7 8 9 10 11 12 13 14 15 16 17 18 19 20 21 22 23 24 25 26 27  Sólo permite el descenso de viajeros
2. 1 2  Sólo permite la subida de viajeros
3. ↑  A efectos de nomenclatura, para las líneas de la EMT esta parada se llama Puente de la CEA
4. ↑  A efectos de nomenclatura, para las líneas de la EMT esta parada se llama Avenida de América - Calle del Corazón de María

## Galería de imágenes

Mapa de la distribución de dársenas del intercambiador de Avenida de América con la distribución de cabeceras de las líneas de autobuses, entre las que aparece la línea 224A.